# Pipistrellus adamsi
Pipistrellus adamsi är en fladdermus i familjen läderlappar som förekommer i norra Australien. Artepitet i det vetenskapliga namnet hedrar den australiska zoologen Mark Andrew Adams som är aktiv vid South Australian Museum.

## Utseende
Denna fladdermus når en kroppslängd (huvud och bål) av 33,9 till 42 mm och en svanslängd av 26,7 till 34,6 mm. Den har breda och avrundade öron som är 9,4 till 12 mm långa. Pälsfärgen beskrevs från ett exemplar som förvarades en längre tid i alkohol. Den är främst ljusbrun med ett mörkare huvud. Hos Pipistrellus adamsi har flygmembranen, öronen och andra ställen där huden är synlig en svartbrun färg. Svansflyghuden är delvis täckt med hår. Arten skiljer sig i många detaljer av skallens och tändernas konstruktion från andra släktmedlemmar.

## Utbredning
Artens utbredningsområde sträcker sig över Kap-Yorkhalvön i Queensland och regioner kring Northern Territorys norra udde. Individerna vistas i närheten av vattenansamlingar i savanner, regnskogar och öppna skogar. I Northern Territory hittas de främst kring trädansamlingar med arter av eukalyptussläktet.

## Ekologi
Pipistrellus adamsi vilar i bergssprickor och troligen även i trädens håligheter. Antagligen har honor fler än en kull per år och per kull föds en unge.

## Status
Arten hotas i viss mån av landskapsförändringar, bland annat genom betesdjur. Fladdermusen förekommer i flera nationalparker. Den listas av IUCN som livskraftig (LC).